# 골든 슬럼버 (2010년 영화)
《골든 슬럼버》(ゴールデンスランバー, GOLDEN SLUMBER)는 2010년에 개봉된 일본의 영화이다.

## 캐스트
- 아오야기 마사하루: 사카이 마사토
- 히구치 하루코 : 타케우치 유코
- 사사키 이치타로: 카가와 테루유키
- 모리타 신고 : 요시오카 히데타카
- 오노 가즈오: 게키단 히토리
- 키루오: 하마다 가쿠
- 이와사키 에이지로: 시부카와 키요히코
- 호도가야 야스시: 에모토 아키라
- 토도로키 가즈오: 벵갈 (배우)
- 히구치 노부유키: 오오모리 나오
- 린카: 칸지야 시호리
- 가네다 총리: 이토 후미오